# Andrzej Sadowski (wiceminister)
Andrzej Sadowski (ur. 23 maja 1945 w Warszawie) – polski działacz partyjny i państwowy, nauczyciel, podsekretarz stanu w Ministerstwie Oświaty i Wychowania (1986–1987).

## Życiorys
Syn Józefa i Antoniny. W 1964 zdał maturę w Technikum Łączności nr 1 w Warszawie, działał wówczas w Związku Młodzieży Socjalistycznej. Absolwent IV Studium Nauczycielskiego w Warszawie i studiów z techniki na Uniwersytecie Śląskim (1973). Od 1966 do 1970 pracował jako nauczyciel przedmiotów zawodowych w Zasadniczej Szkole Elektrycznej, a od 1970 do 1973 jako wicedyrektor ds. administracyjno–gospodarczych w Technikum Energetycznym w Warszawie. Następnie do 1975 był zastępcą inspektora szkolnego w Wydziale Oświaty i Wychowania Urzędu Dzielnicowego Warszawa–Śródmieście, a od 1977 do 1979 doradcą ds. oświaty w Urzędzie Rady Ministrów.
W 1965 wstąpił do Polskiej Zjednoczonej Partii Robotniczej. Był I sekretarzem POP PZPR przy Zasadniczej Szkole Zawodowej (1968–1970) oraz Urzędzie Dzielnicy Warszawa-Śródmieście (1974–1975). W latach 1975–1977 kierownik Wydziału Propagandy Komitetu Dzielnicowego PZPR Warszawa-Śródmieście, a w latach 80. członek i sekretarzem Komitetu Zakładowego PZPR w Ministerstwie Oświaty i Wychowania
52) i członkiem Warszawskiego Komitetu Wojewódzkiego PZPR (1959–1968). W 1979 rozpoczął pracę w Ministerstwie Oświaty i Wychowania, początkowo jako wicedyrektor Głównej Inspekcji Szkolnej (1979–1982) i dyrektor Departamentu Kontroli (1982–1986). Od lutego 1986 do października 1987 zajmował stanowisko podsekretarza stanu w tym resorcie).